# 本田美奈子.
本田 美奈子.（ほんだ みなこ、1967年〈昭和42年〉7月31日 - 2005年〈平成17年〉11月6日）は、日本の歌手、女優、声楽家。
本名、工藤 美奈子（くどう みなこ）。 身長：162 cm、体重：43 kg、B：74 cm、W：56 cm、H：76 cm。血液型はO型。1985年、シングル「殺意のバカンス」で歌手としてデビュー。1980年代はアイドル歌手として、1990年代以降は主にミュージカルで活動した。2000年代に入ってからはクラシックとのクロスオーバーに挑戦する。なお、姓名判断により名前の後に「.」をつけ改名したのは2004年11月からである。

## 生涯

### アイドル歌手としてデビュー
1967年（昭和42年）7月31日午前11時17分、東京都板橋区上赤塚町（現：成増）の成増産院にて、体重2860gで生まれ、ラジオの全国放送のその日生まれた新生児を紹介するコーナーで取り上げられる。家族は東京都葛飾区柴又に在住していたが、幼いうちに埼玉県朝霞市に移住し、朝霞白百合幼稚園に入園した。以来、生涯の大半を朝霞市で過ごした。
歌手になることを夢見ていた母親の影響で、美奈子も幼い頃からいつも歌を歌っていた。朝霞市立朝霞第六小学校の卒業文集にも「女優か歌手になれたらイイ」と書いていた。朝霞市立朝霞第一中学校3年生の時に『スター誕生!』のオーディションを受けた。14歳で出場したテレビ予選では柏原芳恵の「ハロー・グッバイ」を歌い、合格して決戦大会へ進出した。この時の出場者の5人の中には松本明子と徳永英明がおり、3人とも決戦大会へ進んでいる。15歳を迎えて出場した決戦大会では松田聖子の「ブルーエンジェル」を歌った。しかし、プロダクションは1社も獲得意思を示さず落選となった。
1983年（昭和58年）4月、東京都北区の東京成徳短期大学附属高等学校に入学。同年7月に初めて原宿を訪れた際に、少女隊のメンバーを探していたボンド企画のスタッフにスカウトされ、芸能界に入った。前述の『スター誕生!』の決戦大会にはボンド企画のスタッフも参加していたが、その時は指名に至っていなかった。社長の高杉敬二とはボンド企画倒産後も二人三脚で歩み続けることとなった。中原めいこのヒット曲『君たちキウイ・パパイア・マンゴーだね。』をデモ音源で聞き、才能がある歌いっぷりから、この子はソロで売り出そうと決めたそうである。
高校2年生の1984年（昭和59年）9月に第8回長崎歌謡祭に本名で出場し、「夢少女」（作詞：深田尚美、作曲：安格斯）という楽曲を歌ってグランプリを受賞。このことがレコードデビューのきっかけとなった。
1985年（昭和60年）4月20日に東芝EMIから「殺意のバカンス」でアイドル歌手としてデビューした。同期デビューに、森川美穂・中山美穂・南野陽子・森口博子・斉藤由貴・若林志穂・大西結花・橋本美加子・芳本美代子・井森美幸・浅香唯、石野陽子・松本典子・森下恵理・おニャン子クラブなど、のちにトップアイドルになる華々しい顔ぶれと並んでのデビューだった。キャッチフレーズは「美奈子、あなたと初めて♥」と「好きといいなさい!」の2パターン。その後、4枚目のシングル「Temptation（誘惑）」をヒットさせたほか、12月7日には新人歌手としては松本伊代・岩井小百合に続いて日本武道館コンサートを成功させた。また、同年の数多くの新人賞を受賞した。
1986年（昭和61年）2月5日に「1986年のマリリン」をリリース。へそを露出させた衣装や激しく腰を振る振り付けなど当時のアイドル歌手としては異例の演出と相俟って大ヒットとなった。
1988年（昭和63年）に女性だけのメンバーによるロックバンド“MINAKO with WILD CATS”を結成、シングル「あなたと、熱帯」、アルバム『WILD CATS』などを発表した。同年9月11日SHOW-YAが企画した女性ロッカーのみによるジョイントライブ『NAONのYAON』に出演。翌1989年（平成元年）秋に解散した。

### ミュージカルでの活躍
1990年（平成2年）、ミュージカル『ミス・サイゴン』のオーディションを受け、約1万5000人の中からヒロインのキム役に選ばれた。1992年（平成4年）5月5日『ミス・サイゴン』日本初演。以来一年半のロングランをこなし、その歌唱力、演技力が高く評価された。1992年度第30回ゴールデン・アロー賞演劇新人賞を受賞。
1994年（平成6年）、『屋根の上のバイオリン弾き』にホーデル役で出演。9月24日にアルバム『JUNCTION』を、翌1995年（平成7年）6月25日にはアルバム『晴れ ときどき くもり』をリリースし、レコーディング・アーティストとしても復活を果たした。
1996年（平成8年）、『王様と私』にタプチム役で出演。
1997年（平成9年）、『レ・ミゼラブル』にエポニーヌ役で出演。以後も繰り返しこの役で出演した。
1998年（平成10年）にはエイズチャリティーコンサートで「ある晴れた日に」（プッチーニのオペラ『蝶々夫人』より）を歌い、2000年（平成12年）3月20日サリン事件チャリティーコンサートではラフマニノフの「ヴォカリーズ」を歌った。同年6月19日シドニーオリンピックを記念して開かれたシドニーのオペラハウスでの日豪親善コンサートに服部克久の推薦により出演した際には「タイム・トゥ・セイ・グッバイ」や「ある晴れた日に」を歌うなど、この頃から次第にクラシックへの志向を強めていた。
同じく2000年（平成12年）10月13日にはデビュー15周年記念コンサート『歌革命』を開催、自身のシングル・メドレーのほか「天城越え」や「ある晴れた日に」などを歌った。
2002年（平成14年）、『ひめゆり』にキミ役で出演。日本で制作されたミュージカルへの初の出演となった。

### クラシカル・クロスオーバーへの進出
2003年（平成15年）5月21日、初のクラシックアルバム『AVE MARIA』をリリース。ソプラノ的な唱法でクラシックの曲に日本語詞をつけて歌うというユニークなスタイルで新境地を切り開いた。
同年東宝によりシェイクスピアの戯曲にもとづくミュージカル『十二夜』が制作され、本田はネコ役を初演した。原作にないこの役はセリフに苦手意識のある本田のために特に作られたものだった。
2004年（平成16年）、地球ゴージャス制作のミュージカル『クラウディア』でヒロインのクラウディア役を初演。同年8月29日『N響ほっとコンサート』でNHK交響楽団と共演し「新世界」と「シシリエンヌ」を歌った。11月25日アルバム『時』をリリース。12月1日武道館での『Act Against AIDS』に出演、38度を超える発熱をおして「ジュピター」と「1986年のマリリン」を歌った。この頃からすでに病気の兆候が表れていた。

### 死去
2004年（平成16年）末頃から風邪に似た症状や微熱が続いた。そんな中11月には地元・朝霞市でのコンサートや、12月23日には新宿文化センター大ホールでのクリスマスコンサート、暮れには結果的に生前最後のTV出演歌唱となった翌2005年1月30日テレビ朝日系放送の「題名のない音楽会21」の収録に臨んだ。
翌2005年（平成17年）1月12日、急性骨髄性白血病と診断を受けて緊急入院し、翌日にはその事実が公表された。
その後、2度に亘る化学療法を受けるが、寛解は得られなかった。急性骨髄性白血病の中でも極めてまれな予後不良の治療抵抗性の白血病であったという。治療として骨髄移植が考慮されたものの、骨髄バンクでドナーが見つかるまでの猶予すらない病状であったことから、同年5月、臍帯血移植を受けた。同7月末には一時退院したが病気の再発が認められ、同年9月8日に再入院し、輸入新薬による抗癌剤治療を受けた。翌月には再度一時退院、その間には白血病患者支援のためのNPO法人『Live for Life』が設立されたが、同月末には再入院となった。その後肺への合併症から容態が急変し、同年11月6日午前4時38分、東京都文京区の順天堂大学医学部附属順天堂医院で家族をはじめとした親類、所属事務所関係者らから看取られながら息を引き取った。38歳没。墓所は朝霞市内にある広称寺。
法名は、長らく『釋 優聲（しゃく ゆうしょう）』であったが、納骨されている寺の住職の厚意によって2011年に院号が追贈され、現在は『澄光院（ちょうこういん） 釋 優聲』となっている。

## 音楽

### 多彩なジャンルでの活躍

#### 演歌への志向
当初は演歌歌手志望で、事務所のオーディションのために準備してきた楽曲は演歌ばかりだった。所属するボンド企画は演歌歌手を育てた経験がなかったため、アイドルとしてデビューすることになったものの、アイドルとしては珍しい曲調である「殺意のバカンス」がデビュー曲になったのは、こうした本人の意向を考慮し、個性を活かす方針が取られたからだという。
またロックバンドを解散し再びソロに戻った頃には、新たな方向性として演歌歌手への転向が真剣に模索されていたと言われている。実際この時期に出演したテレビ番組では着物を着て演歌を歌った ほか、演歌歌手として活動する方針であることがマスコミでも報じられており、この計画はある程度具体化していたらしい。
この後にもアルバム『JUNCTION』にオリジナル演歌とも見做し得る楽曲（「風流風鈴初恋譚」）を収録したほか、コンサートでは度々演歌をカバーしていた。

#### アイドル歌手として
1985年（昭和60年）4月20日のデビュー以降、筒美京平による作曲作品が多く組まれた。同年9月28日に発売された4枚目のシングル「Temptation（誘惑）」がヒットし、この年の賞レースの各種新人賞を数多くもたらした。翌年2月5日に発売された「1986年のマリリン」では、“へそ出しルック”で激しく腰を振って踊る歌唱姿が大きく注目を集め大ヒットとなった。本田は元々アーティスト志向が強くアイドルと呼ばれることに抵抗があったようで、アーティストと呼ばれたいと発言したこともあった。また、「Temptation（誘惑）」が各種ランキングの10位以内に届かなかったのが悔しくてさらに強く個性を出そうとした結果、より過激な演出になったのだという。後年の本人談では、10代の当時は大人っぽく見えるよう背伸びをしていた面もあると語っている。
同年7月23日発売の「HELP」は公共広告機構（現:ACジャパン）のいじめ防止キャンペーン「しらんぷりもいじめ」のテレビコマーシャルで使用された。1987年（昭和62年）放送のドラマ『パパはニュースキャスター』には本人役で出演し、主題歌に採用された「Oneway Generation」（同年2月4日発売）はドラマ自体の好評にも支えられ人気を博した。同じ年の映画『パッセンジャー 過ぎ去りし日々』も歌手の役ということで引き受け、劇中事故で亡くなったレーサーの兄に捧げて「孤独なハリケーン」（9月9日発売）を歌った。この3曲で本田にとってオリコンランキング最高位である2位を獲得した。

#### 洋楽からの影響
元々は洋楽にはあまり詳しくなかったのだろうと見られている。しかしデビュー後は事務所社長の高杉に薦められてマリリン・モンローやマドンナなど外国のスターの映像をくり返し見て演出の参考にしていた。デビュー翌年の「1986年のマリリン」における衣装や振り付けはその影響でもある。
この1986年（昭和61年）にはゲイリー・ムーアから楽曲提供を受け、彼のギター・ワークをフィーチャーした「the Cross -愛の十字架-」をガイ・フレッチャー（ロキシー・ミュージックの元メンバー）のプロデュースにより制作した。ムーアとフレッチャーはこの年にロンドンで録音されたアルバム『CANCEL』にも参加している。この時にフランクフルトでのクイーンのコンサートに招かれ、メンバーとの交流を深めた。
この年には再びロンドンを訪れて、クイーンのギタリストブライアン・メイのプロデュースによりシングル「CRAZY NIGHTS/GOLDEN DAYS」を制作した。本田は武道館でのコンサートでフレディ・マーキュリーの「ボーン・トゥ・ラヴ・ユー」をカバーしており、またレーベルが同じEMIだったこともあり、クイーンの担当だった宇都宮カズを介してこのコンサートのライブ盤とデビューアルバムをロンドンEMIを通じてメイに送ったところ、彼の方から申し出がありコラボレーションが実現した。シングル「CRAZY NIGHTS/GOLDEN DAYS」は翌1987年（昭和62年）に発売され、英語版もイギリスをはじめヨーロッパ20箇国でリリースされた。
ラトーヤ・ジャクソンの来日公演のプロモートをボンド企画が手がけた縁で1987年（昭和62年）に彼女とのジョイントコンサートを行い、ジャクソン・ファミリーとも親しくなった。ロサンゼルスのマイケル・ジャクソンの自宅にも招待され、彼らのスタッフのプロデュースにより全曲英語詞のアルバム『OVERSEA』を制作した。このアルバムはアメリカでも発売された。
またこの年の7月にはジャマイカを訪れスライ&ロビーのライブにゲスト参加し、「HEART BREAK」と「EYE言葉はLONELY」（アルバム『Midnight Swing』収録）を歌った。このようにデビューから数年後には海外ミュージシャンとのコラボレートは本田の歌手活動の際立った特徴ともなっていた。

#### ロックバンドでの活動
本田はその後女性だけのメンバーでロックバンドを組むことを思い立ち、東京と大阪でオーディションを行い1988年（昭和63年）1月に“MINAKO with WILD CATS”を結成した。彼女がこうした試みを行った背景には自身の脱アイドルへの志向のほかに、海外のロックスターと共演した経験や、当時の国内でのバンドブームの影響があったものと考えられる。ツインドラムという特異な編成や、バンドとしてのデビュー曲「あなたと、熱帯」の作曲を忌野清志郎が手がけたことなどは話題となった。
SHOW-YAの提唱で開催されプリンセス・プリンセスなどとともに出演したNAONのYAONはこの時代の女性ロッカーたちの活躍の記念碑でもある。初めて自ら作詞を手がけたのもこの時期だったことは特筆される。

#### ミュージカル女優として
ロックバンドとしての活動は少なくとも商業的には成功したとは言えず、1989年（平成元年）秋に解散してソロに戻った後も人気は回復しなかった。本田にとってこの頃は最も苦しい時期で、自身「歩いてきた道が突然、ガケっぷちになって行き止まりになっていた」と回顧している。それでも歌へのこだわりの強い本田はバラエティ番組への出演を断り続け、ドラマや映画の仕事も最小限に絞っていた。
東宝のプロデューサー、酒井喜一郎から『ミス・サイゴン』のオーディションの話を聞かされた 時も初めは関心を示さなかったが、全編歌で構成されたミュージカルであることを知ると目の色を変えて意欲を示すようになった。1990年（平成2年）秋に始まったオーディション（応募者は女性1万1503人、男性3584人、合格したのは女性20人、男性38人）の選考は6ヵ月間7次に亘り、翌1991年（平成3年）1月13日にキム役に決定すると3月以降の全ての予定をキャンセルして公演に備えた。開幕にあたっては「私は舞台では、演じないからね。生きるからね。強く生きてみせるからね」と抱負を語っていた。
アイドル出身の彼女の力量を危ぶむ声もあったが、本田は後述の事故も乗り越えて一年半に及ぶロングランを務め、ヒロイン、キムの内面に肉迫した歌唱と演技を高く評価された。以後も『屋根の上のバイオリン弾き』、『王様と私』、『レ・ミゼラブル』と人気ミュージカルに相次いで出演し、実力派女優としての地位を揺るぎないものにした。
沖縄戦におけるひめゆり学徒隊の悲劇を描いたミュージカル座制作の『ひめゆり』ではヒロインのキミを演じた。東宝以外の制作によるミュージカルは初の出演だったが、作曲、編曲、音楽監督を担当したのは『ミス・サイゴン』で本田のボイス・トレーナーを務めて以来縁のある山口琇也だった。プログラムに掲載されたメッセージ では「会場に足を運んでくださった方々に、戦争の恐ろしさ、平和でいられる事のありがたさを、少しでも感じて頂けたら嬉しく思います」と述べていた。
シェイクスピアの『十二夜』を原作とするミュージカル『十二夜』ではプロデューサーの酒井がセリフに苦手意識のある彼女のために原作にないネコの役を用意した。本田は自分に割り当てられた役が人ではなかったことにとまどいつつも、言葉を喋らない代わりに人間の会話は理解できるという設定を自分の中で用意して真剣に役作りをした。この作品が制作されたのはすでに本田がクラシックの楽曲を歌い始めていた時期で、彼女のパートはソプラノ的な唱法を想定して作られている。没後の再演では彼女が歌ったナンバーはアンサンブルによる歌唱や器楽演奏に置き換えられていた。
サザンオールスターズの楽曲をベースに桑田佳祐による書き下ろしを加えて作られた『クラウディア』は岸谷五朗と寺脇康文の主催する演劇ユニット、地球ゴージャスによる初めてのミュージカルで、彼女がそれまで出演してきた作品とはスタッフの顔ぶれも制作手法も異なるものだった。しかし本田は稽古の際のマット運動でむち打ちになるなどのトラブルに遭遇しながらも、仲間意識を最も大切にする岸谷の方針を共有しつつ役柄を作り上げていった。「可憐であり、けなげであり、強さも持っている」と岸谷が評したヒロイン、クラウディアの演技が彼女にとって最後のミュージカル出演となった。

#### ミュージカル期のスタジオ録音
本田は主な活躍の場をミュージカルの舞台に移してからも、数は多くないもののスタジオ録音のCDをいくつか制作し発表している。その中でも特にマーキュリーレコード在籍時に制作された2枚のアルバムが重要である。
ロックバンド時代の前作『豹的 (TARGET)』以来5年ぶりとなるアルバム『JUNCTION』（1994年9月24日発売）は、映画『パッセンジャー 過ぎ去りし日々』で音楽監督を務めた渋谷森久（越路吹雪の担当ディレクターとしても知られる）と『ミス・サイゴン』の訳詞を担当した岩谷時子をプロデューサーに迎え制作が進められた。タイトルの通り様々な音楽ジャンルの合流点となることを意図して制作されたこのアルバムはグレゴリオ聖歌を翻案した楽曲で幕を開け、前述の演歌をはじめシャンソン、ファド、チャールストンに分類され得る楽曲などが収録されている。先行シングルとして発売された「つばさ」（同年5月25日発売）は彼女の代表曲ともいうべき存在として親しまれている。
翌1995年（平成7年）に制作された『晴れ ときどき くもり』（6月25日発売）ではプロデューサーに牧田和男を迎え、山梨鐐平、宮沢和史、楠瀬誠志郎といったミュージシャンから楽曲提供を受けた。楠瀬とは「Fall in love with you -恋に落ちて-」でデュエットしている。この曲がシングルカットされた（11月6日発売）際のカップリング曲「あなたとI love you」（当時はアルバムに収録されず、後に『LIFE』で初めてアルバム収録となった）では作詞とともに彼女にとって初となる作曲を手がけた。牧田とは堅い信頼関係を築き、互いに兄妹のような存在としてその後も交流が続いた。

#### 声楽への進出
本田は1996年（平成8年）にオペラの『蝶々夫人』を歌った。彼女が初めて声楽曲を歌ったのがいつだったのかははっきりしないが、ここで言及されたコンサートがそうである可能性も考えられる。
前述の通り2000年（平成12年）前後にはクラシックへの志向を強めていた本田だが、本格的にクラシックの楽曲を歌うようになったきっかけは2002年（平成14年）8月31日に東京オペラシティコンサートホールで開催された『グラツィエ・コンサート』だった。声楽曲を現代人に受け容れやすいスタイルで歌える歌手を探していたコロムビアのプロデューサー、岡野博行はこのコンサートに足を運び、終演後に楽屋を訪れてアルバムを制作することを申し入れた。元よりそうしたアルバムの制作を望んでいた本田は即座に快諾し、企画が進行することとなった。
コロムビア内には本田がアイドルの出身であることで抵抗もあったが、岡野の懸命の説得で実現の運びとなった。『ミス・サイゴン』以来の本田の恩師である岩谷時子が日本語詞を書き下ろし毎回歌入れに立ち会って、場合によっては言葉が旋律に乗りやすいようにその場で変えるなど全面的にサポートした、編曲は井上鑑が担当した。井上を起用した理由について岡野は、のめり込み過ぎない一歩引いたクールさがあり、ホットでのめり込みやすい本田とのバランスが絶妙だろうと考えたと述べている。
一方本田が岡野に大事にしたいと申し出たのは「手作りでやりたい。自分で料理を作るように、丁寧に打ちあわせをして作っていきたい」ということだった。収録曲は100曲以上の候補の中から実際に歌いながら彼女自身の心に響く曲が選ばれた。本田は歌入れ以外の録音にも全て立ち会い、必ず一緒に歌って演奏者が歌の呼吸を掴んで弾きやすいようにしていた。そのまま歌を録り直さずOKになった曲もあった。クロスオーバー歌手としてのデビュー作『AVE MARIA』はこうして完成し、2003年（平成15年）5月21日にリリースされた。
翌2004年（平成16年）11月25日には2枚目のアルバム『時』が発表され、没後に公表されたものも含めるとアルバム2枚強の音源が制作された。そこに共通する考え方は、クラシックの名旋律を歴史的背景にとらわれず現代の感覚で歌うこと、しかし決して奇を衒うのではなく素直に楽曲の素晴らしさを大切にするということで、特にこだわったのは日本語で歌うことだった。こうしたクラシカル・クロスオーバーでの活動により、本田は従来のファン層とは異なる新たな聴衆からの支持を獲得した。

#### ジャズへの見果てぬ夢
本田は2001年（平成13年）にNHK総合テレビで放送されたテレビドラマ『ハート』にアメリカ帰りのジャズ・シンガーという設定の役で出演した。劇中のライブ・シーンで本田はジャズ・ピアニストの西直樹の率いるバンドと共演し、「(You Make Me Feel Like) A Natural Woman」（キャロル・キングとジェリー・ゴフィンの共作でアレサ・フランクリンの歌唱によって知られる）と「I Feel the Earth Move」（キャロル・キングの作でキャロル自ら歌った）の二曲をジャズ風のアレンジで歌った。おそらくこの時の縁がきっかけで西のアルバム『JAZZ BREEZE-スイート・メモリーズ』の収録曲「SWEET MEMORIES」（松田聖子の曲）にスキャットで参加した。また、40代になったらジャズを歌いたいと語っていたという。

### 影響関係
『ミス・サイゴン』への出演をきっかけに訳詞を担当していた岩谷時子と懇意になった。岩谷は本田の歌手としての力量を高く評価し、かつてマネージャーを務めていた越路吹雪と重ね合わせて見ていたようである。この後本田は前述の「風流風鈴初恋譚」のほか、「つばさ」など、岩谷からの詞の提供を数多く受けるようになる。後にクラシックアルバムを制作するにあたっても日本語詞の多くを岩谷が提供している。
また岩谷からくり返し思い出話を聞かされていたことから越路吹雪への強いあこがれを抱くようになった。越路のような表現力を持つ歌手になりたいと語っていた。アルバム『JUNCTION』では越路の代表曲である「愛の讃歌」と「アマリア」をカバーしている。
もう一人本田の歌手活動に大きな影響を及ぼした人物としてサラ・ブライトマンの名が挙げられる。インタビューなどでは度々サラへのあこがれを口にしていた。ミュージカルで大成した後クラシックの楽曲に取り組み、クラシカル・クロスオーバーというジャンルの隆盛をもたらしたサラの存在は、クラシックへの志向を強めていた本田の進路決定に際し道しるべのような役割りを果たしたものとされる。

### 歌唱技術
あどけない顔立ちと華奢な体からは想像できないような実力の持ち主であった。デビュー当初から歌のうまいアイドルとして評価されており、森川美穂や中森明菜同様、アイドル界1の歌唱力があったと言われる。
本田は新たな活躍の場に挑むごとに音域や唱法のバラエティーを広げてきた。声楽曲を歌うことになった経緯については自身「ミュージカルでいろんな役をこなしているうちにそれまで出せなかったような声を出せるようになった」と説明していた。
『ミス・サイゴン』でキム役をダブルキャストで務めた入絵加奈子は当時本田が「裏声は得意じゃない」と話していたと証言している。しかし『屋根の上のヴァイオリン弾き』のホーデル役はクラシックの声楽のような発声による裏声を求められる難しい役で、『王様と私』のタプチム役ではさらに高い音域を歌うことを要求されたが、トレーニングを積んでこれをこなした。同時期に制作されたアルバム『晴れ ときどき くもり』にはファルセットを多用した楽曲も目立ち、「Lullaby〜優しく抱かせて」の間奏ではオペラ的発声による高音域のスキャットを披露している。
本田は音楽学校などで声楽を学んだ経験はないが、ミュージカルに出演するようになってからは山口琇也や岡崎亮子のレッスンを受けた。特にオペラへの出演経験もある岡崎の指導はクラシカル・クロスオーバーへの進出に大きな影響のあったものと思われる。岡崎は最初に会った時本田のあまりに華奢な体つきに不安になったが、背中をさわってみるとしっかりとした筋肉がついていたので大丈夫だと確信したという。1994年発表の「つばさ」には後半に10小節にわたって声を伸ばすロングトーンがあるが、この伸びやかな声を支えていたのはその強靭な背筋だった。
音域は最終的には3オクターブに達していた。これは例えば通奏低音パートも含めて一人で歌った「パッヘルベルのカノン」（アルバム『時』所収）に遺憾なく発揮されている。しかも本田はその広い音域を均質な響きで発することができた。『レ・ミゼラブル』での共演以来公私ともに親しくしていた森公美子は、普通の歌手には存在する“チェンジ”と呼ばれる地声と裏声が切り換わるポイントが彼女の場合にはどこにあるかわからないと指摘している。
演奏家には何度演奏しても同じように演奏するタイプと、その場の感興に応じて表情を変化させていくタイプがあるが、本田は典型的な後者のタイプだった。一連のクラシックアルバムで編曲を務めた井上鑑は「彼女の場合はまわりが変わると、その変化を反映していくような感性を持っている」と評し、プロデューサーの岡野博行は「毎回歌うたびに、表情もすごく変わる」、「その歌の世界を生き、自分に起きてくる感情をすごく大切にして歌っていた」と語った。本田自身はミュージカルのロングランでもテンションが落ちない理由について「何百回やっても毎回違うからちっとも飽きない」と語っていた。

### 作詞・作曲
「愛が聞こえる」（シングル「勝手にさせて」（1989年5月31日発売）のカップリング）で初の作詞を手がけたのを皮切りに多くの詞を残している。「あなたとI love you」（シングル「Fall in love with you -恋に落ちて-」（1995年11月6日発売）のカップリング）では作詞とともに初の作曲を手がけた。これを含めて生涯に3曲を作曲している。

## 人物

### 人柄
彼女は幼い頃から暮らした朝霞の街を愛し、デビュー後の数年間事務所社長の高杉の自宅に下宿していたほかは朝霞市の実家から仕事に通っていた。帰りが遅くなっても母親の手料理を食べるのが習慣だった。自宅でお気に入りの座椅子に座って窓からけやきの木を眺めるのを好み、近くの緑の多い風景の中を散策するのを楽しみとしていた。気さくな人柄から近隣の住民にも慕われており、後述の通り地元商工会の発案で朝霞駅前に記念碑が建設されたのはその表れでもある。朝霞警察署の一日署長を務めたこともある。
デビュー初期はアイドル歌手として活動したが、本人はアイドルと呼ばれるのを嫌っていた。デビュー曲も本人の強い希望でアイドル色の強い「好きと言いなさい」から大人びた歌謡曲の「殺意のバカンス」に変更された。日頃から「アーティストでありたい」と口にするなど、しばしば事務所やレコード会社の描くイメージ戦略通りの姿を演じることを要求されるアイドル歌手の枠には収まり切らない言動が当初から目立っていた。若い時から自己の信念を確立していた人であったことが窺われる。
その一方で「やっほー」があいさつ代わりの天衣無縫な振る舞いでも知られていた。しかし出演した映画『パッセンジャー 過ぎ去りし日々』の音楽監督、渋谷森久との出会いをきっかけに落ち着いて人と接するようになっていった。以前の自分自身については「わがままだった」と述懐している。また『ミス・サイゴン』への出演も歌手としてのキャリアだけでなく、人格の上において大きな転機となった。大勢の人が力を会わせて一つの作品を完成させるという過程を通じて人との共同作業に喜びを見出すようになっていったようである。生前親交のあった関係者は「決して人の悪口を言わない人だった」と口を揃える。
人との絆を大切にする人であったことは毎年正月にわざわざそのための休みをとって2000枚の年賀状を自ら書いていたことにも表れている。メッセージなどの末尾には必ず「心を込めて...」の言葉を添えていた。この言葉は没後に発売されたアルバム『心を込めて...』のタイトルに採用された。ファンを大切にし、いつも「一緒に青春しようね」と呼びかけていた。「青春」は彼女が大切にしていた言葉であり、公式ファンクラブの名称「Blue Spring Club」は「青春クラブ」を訳したものである。
生涯子供を持つことはなかったが、とても子供好きであったことが知られている。『ミス・サイゴン』の楽屋では子役で出演する子供たちを我が子のように可愛がり、ファンクラブの会合にファンが子供を連れて行くと大喜びしていた。姪や甥には「ママ」と呼ばせて愛情をそそいだという。

### 歌への情熱

#### 『ミス・サイゴン』での事故
『ミス・サイゴン』の公演開始（5月5日）から2か月ほど経った1992年（平成4年）7月4日、本番中に舞台装置の滑車に右足を轢かれるという事故が起きた。そのまま一幕最後の「命をあげよう」までを歌い切ったが、楽屋へ運び込まれてから靴を脱がせてみると中が血の海の状態だった。岸田敏志ら共演者にすぐに病院へ行くよう指示されたが本人は最後まで演じ切ると主張して譲らず、「（ダブルキャストの）入絵加奈子と連絡がついて今こちらへ向かっている」と言い聞かされて初めて声を上げて泣き出した。
病院で診察を受けると足の指4本を骨折しており、19針を縫う重傷だった。全治3か月と診断されたがリハビリに励み、誕生日の7月31日にケガから1か月足らずで復帰を果たしたが、完治はしておらず特製ギプスを装着しての復帰だった。

#### 歌に捧げた人生
デビュー当初は「二十歳までに結婚したい」と語っていたこともあるが、実際には生涯独身を通した。いつの頃からか結婚への願望をふっ切るようになったようである。「私は歌と結婚したから今生では結婚できないの」と度々話していたという。
アルバム『AVE MARIA』の収録を終えた後、ジャケット制作のためスタッフとの顔合せが行われた。その席で本田は「私はこのアルバムに命を賭けていますので、絶対に失敗できないのでよろしくお願いします」とあいさつした。
舞台には歌の神様がいると話し、いつも出番の前には舞台の天井を見上げて祈りを捧げていた。2004年（平成16年）12月22日のクリスマス・コンサートではめずらしく舞台裏の様子を撮影することを許可していた。このため写真家の原田京子は誰もいない開演前の舞台で天井に両手を差し伸べて祈る本田の姿をとらえることに成功している。
本田の療養中に発売されたミニアルバム『アメイジング・グレイス』のライナーノートには手書きのメッセージを寄せ、次のように述べていた。

私は今まで、歌と一緒に歩んできました。…私の歌が皆さんに、歌の素晴らしさを伝えることができるよう... 1人でも多くの方の心が豊かになれるよう... という願いを込めて これからも、歌い続けたいと思います。
—本田美奈子.,ミニアルバム『アメイジング・グレイス』

#### 復帰を目指して
白血病による入院中もストレッチや発声練習を行うなど、復帰への意欲を強く持ち続けていた。臍帯血移植手術を前に公式サイトに寄せたメッセージでは「泣きたい時は我慢しないで泣いています」としつつ「元気な姿で皆さんのもとへ返ります」と述べていた。その後に同じく公式サイトに寄せた肉声メッセージでは、心からの歌を歌える歌手に成長して復帰したいと語っていた。ファンクラブ会員に向けた手記では特に「時-forever for ever-」を歌いたいという意欲を示していた。
本田の入院中に恩師の岩谷時子が路上で転倒し大腿骨を骨折する事故があり、岩谷は本田と同じ病院に運び込まれた。無菌室から出ることができなかった本田は岩谷を励ますため、病室でア・カペラで歌を歌い、ボイスレコーダーに録音して岩谷の病室に届けていた。この録音は全部で三十数曲にも上った。そのいきさつは2008年（平成20年）のNHKの特集番組、及び同年出版の書籍で紹介され、一部の音源はCDとして発売された（後述）。
38歳の誕生日の前日に一時退院を許された際、世話になった医師や看護師のためにナースステーションで「アメイジング・グレイス」を歌った。この歌唱に涙ぐんで聴き入る看護師の姿をとらえた写真は『天使になった歌姫・本田美奈子.』や『本田美奈子. 最期のボイスレター』で紹介された。
再入院後のある日、見舞いに来た知人がたまたま誕生日だったので居合わせた一同で「ハッピーバースデートゥーユー」を歌った。これが本田の歌った最後の歌となった。

### 手記・歌詞に綴られた言葉
本田は数多く詞を手がけているほか折りにふれ感じたことを手記に残しており、それによりその思想の一端を窺い知ることができる。

#### 自然・平和への愛
自然が人の手により破壊されつつある現状には深い関心を寄せていた。「地球へ」と題する手記では子供の頃に朝霞に残る豊かな自然の中で遊んだ思い出を振り返りながら、人と自然との共生への祈りのような思いを書き綴っている。実生活でも自宅近くに市民農園を借りて野菜を作り、そこで近隣の人たちとの交流を楽しんだり、とれた野菜を仕事仲間と一緒に食べたりと自然とふれ合う暮らしを実践していた。
自ら作詞した「タイスの瞑想曲」（アルバム『AVE MARIA』所収）は平和への祈りの歌である。2004年（平成16年）にミュージカル『ひめゆり』に出演した際にプログラムに寄せたメッセージ ではこの歌に言及しつつ、過去に悲惨な戦争を経験しながら今なお戦いを続ける人々がいることを憂え、平和の尊さを訴えている。そして身近にある小さな幸せを感じながらときを過ごすことの大切さを語りかけている。

#### 小さな幸せ・時
この「小さな幸せ」は晩年の本田が好んで用いていた言葉であり、この言葉をタイトルにした手記も残している。日々の生活の中で当り前のようにそこにある小さな幸せに気づくことが大切だとくり返し述べていた。発病後一時退院を許されていた時に高杉と家の近くを散歩していて、蒸し暑さに不平を言う高杉に風を感じる幸せを教えさとしたというエピソードも伝えられている。2004年5月14日放送の『たけしの誰でもピカソ 本田美奈子そのソプラノボイスの魅力に迫る!』で紹介された恩師岩谷時子の手紙からは、この「小さな幸せ」は岩谷の教えであることが窺われる。
そしてこの言葉は「時」という主題への関心と結びついていたようである。最後のオリジナル曲となった「時-forever for ever-」は本田が岩谷に名前の一字をとって「時」というタイトルの詞を書いて欲しい、と発注して生まれたものであり、この歌はアルバムのタイトルトラックになった。このアルバムに収められたドヴォルザークの交響曲に自ら詞をつけた「新世界」や、本田の書き残した言葉を元に作られた追悼曲の「wish」も時を主題とした歌と見做すことができる。

## 評価

### 生前の受賞・ランキングなど
デビューした1985年（昭和60年）には各種歌唱賞の新人賞を数多く獲得したが、賞レースの総本山ともいえる大晦日の日本レコード大賞（第27回）では新人賞は受賞したものの最優秀新人賞は受賞出来なかった。
オリコンチャートで1位を獲得したこともなく、最高位は「HELP」「Oneway Generation」「孤独なハリケーン」の2位。累計24万枚超を売り上げ、彼女の最大のヒット曲となった「1986年のマリリン」は3位が最高だった。『ザ・ベストテン』でも1位を獲得したことがなかった。
日本のポップス歌手にとってステイタス的な存在である『NHK紅白歌合戦』への出場もなかった。
本田にとっては『ミス・サイゴン』での演技を評価されて受賞した1992年度の第23回ゴールデン・アロー賞の演劇新人賞が生前に受けた最も大きな表彰といえるかも知れない。なおこのほかの生前の受賞として1987年第4回ベストジーニスト賞一般選出部門、2003年第2回日本ゆかた大賞というファッション関係の賞がある。

### 没後の表彰など
38歳での夭逝は本田の評価やCDの売上げにも大きな変動をもたらした。死亡する半月程前に発売されたミニアルバム『アメイジング・グレイス』は売上が急上昇、オリコンの推定累計売上枚数は17万枚を突破し、日本人が歌うクラシックアルバムとしては初のオリコンTOP10入り（7位）を記録した。『AVE MARIA』は22位、『時』も39位まで上昇している。また、同じ歌手のアルバムでポップスとクラシックの両方共TOP10入りしたのも初のケースである。
本田の死を受けて日本レコード大賞（第47回）は特別功労賞を、ゴールデン・アロー賞は芸能功労賞を贈呈した。ゴールデン・アロー賞芸能功労賞受賞時の年齢38は、芸能功労賞の前身に当たる特別賞を受賞の松田優作（1989年度）の40（戸籍上は39）を下回る、物故者最年少受賞となった。尚、ゴールデン・アロー賞は、この他、前述の演劇新人賞を含め、音楽新人賞（1985年度）、グラフ賞（1986年度）と計4度受賞している。

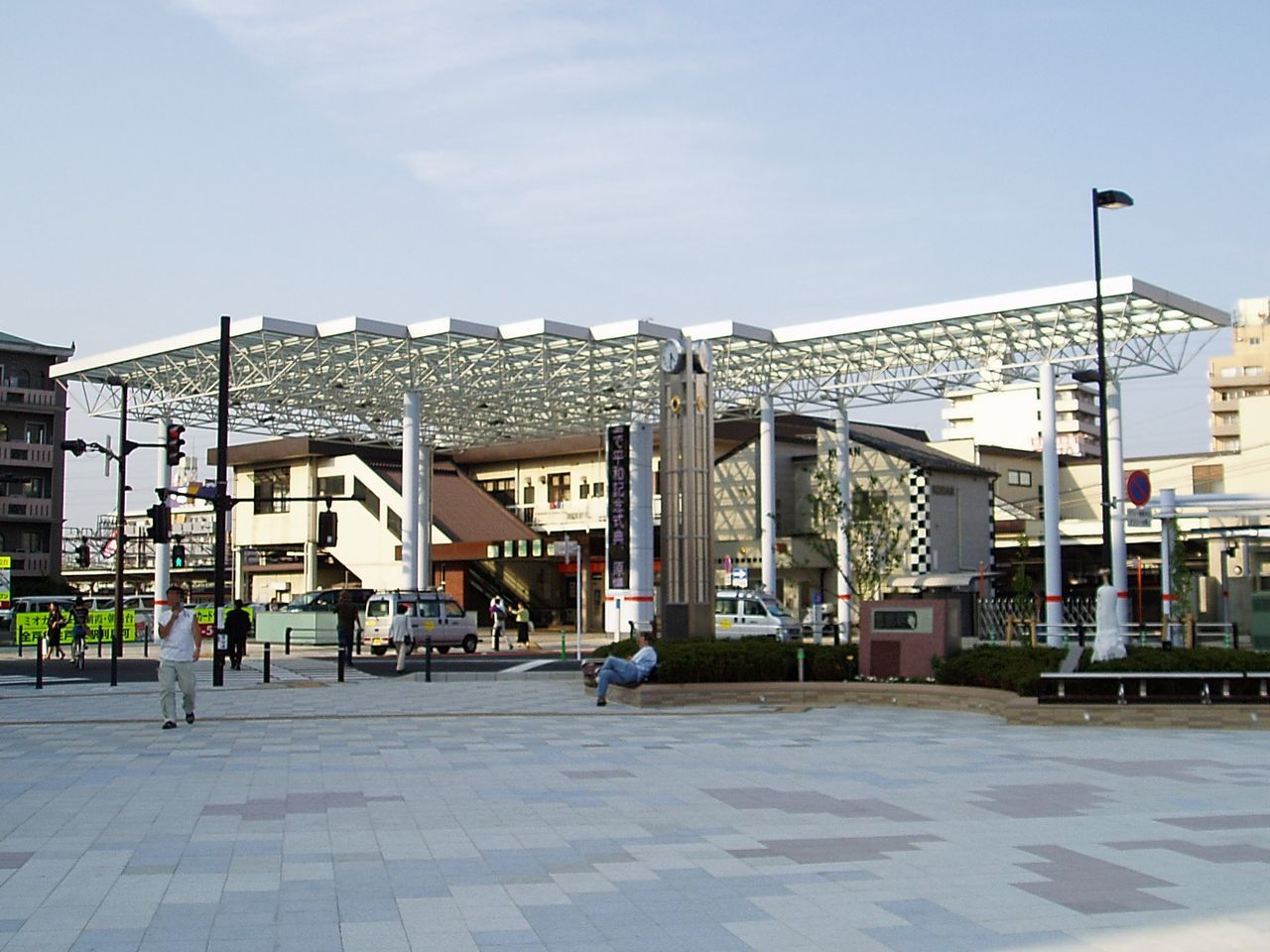
記念碑が建設された朝霞駅前。時計塔の右下の部分にあるのが記念碑

幼少時代から亡くなるまで住んでいた埼玉県朝霞市は、本田の功績を称えて東武東上線朝霞駅の南口駅前広場に記念碑を建設した。これは駅前整備事業の一環として朝霞市の商工会の発案で企画されたもの。生誕40周年に当たる2007年（平成19年）7月31日に本田の母、所属事務所社長の高杉敬二、親友の早見優らの臨席の元、除幕式が行なわれた。闘病中に書いた「笑顔」と題する詩と本田の写真のパネルがはめこまれ、「ありがとう。心を込めて... 本田美奈子」という言葉が刻まれており、ボタンを押すと「新世界」の歌声が流れる仕組みになっている。

### 関係者・評論家等の声
アイドル時代に本田の楽曲の歌詞を数多く手がけた秋元康は、プロとアマチュアの境界が曖昧になっていた当時のアイドル・シーンの状況を踏まえ、本田のプロ意識の高さを評価していた。テレビのインタビューに答え、「本田美奈子さんというのは徹底したプロで、全てに関して真剣になるし、それだけプロ根性がすわっている女の子じゃないかな、と思います」と語っていた。
『ミス・サイゴン』でエンジニア役として共演した市村正親は、本田の没後に寄せた言葉の中で彼女のミュージカルでの活動を「なくてはならない存在」と称えた。彼女のこうした活躍の要因として、本田の恩師の一人である作曲家の服部克久は彼女の歌声にはミュージカルに必要な悲壮感があったことを指摘し、それは亡くなった後だからそう思うのではなく、彼女が生来持っていたものだと述べた。『ミス・サイゴン』でボイストレーナーを務めた山口琇也は彼女の第一印象を「ひたむきで献身的、愛情にあふれたキムそのもの」と語った。『ミス・サイゴン』や『レ・ミゼラブル』の作曲者、クロード＝ミシェル・シェーンベルクは『ミス・サイゴン』の2008年日本公演に際し、「日本で役を育ててくれた本田美奈子を思い出してもらいたい。彼女は素晴らしい女性であり、キム役の仕事ぶりに感銘を受けた」と述べた。
『クラウディア』での共演を通して親しくなったYU-KIは、2004年（平成16年）12月の『Act Against AIDS』における本田の「ジュピター」と「1986年のマリリン」の歌唱を舞台の下手で聴き、「素晴らしいというのも通り越して、なんか魂が飛んでくるような感じ」を受けたと話した。
音楽評論家の伊熊よし子はクラシカル・クロスオーバーの領域で本田が新たに開拓した音楽の世界を「時代の風を感じさせる」、「背中を押してくれる追い風のような存在」と評した。編曲を務めた井上鑑は彼女の音楽のあり方を、「一夜限りで消えてしまうような祭礼ではなく一輪の花の美しさが突然人の心をとらえて何時までも面影を残すような、そんな奇跡が当たり前のように毎日起きていた」と形容した。

## 交友関係

### デビューまで
東京成徳短期大学附属高等学校普通科在学中にスカウトされ、芸能界デビューのため堀越高等学校に転校した。堀越の同級生にはいしのようこ、岡田有希子、長山洋子、南野陽子、森奈みはるらがいた。南野とは編入試験で席が隣同士になったのを機に親しくなった。デビュー当初からドラマに重点を置いて活動してきた南野とは一緒に仕事をする機会は多くなかったが、互いの仕事の内容から私生活のことまで何でも話せる、本田にとって無二の親友だった。また、岡田有希子とも仲が良かった。
当初はボンド企画社長の高杉敬二の自宅に下宿し、高杉の家族の一員のように過ごした。本田は高杉を“ボス”と呼びならわし、互いに父娘のような存在としてボンド企画倒産などの危機も乗り越えて最後まで活動をともにした。高杉の娘、河村和奈は本田を“おねえちゃま”と呼んで慕っていた。
当時ボンド企画には多くの著名なタレントが所属しており、先輩の松崎しげる、松本伊代や福永恵規などと親しく交流するようになった。芸名は本田より先にデビューしてすでに名前を浸透させていた工藤夕貴 と名前が被らないようにとの配慮と、世界的に活躍してほしいという意味を込め、世界にその名を知られる自動車メーカーであるホンダにちなんで高杉が名付けた。

### 歌手活動が結んだ縁
坂本冬美とは東芝EMIの広報担当者が同じだった縁で親しくなった。テレビ東京系列で放送された旅番組『鎌倉の旅』の撮影で二人で鎌倉めぐりをしたほか、『東京フレンドパークII』に二人で出演しゲームに興じたこともある。本田の一周忌に朝霞市で開催された追悼イベントでは坂本が本田の遺した「ありがとう」と題する詩を朗読した。
数々のミュージカルへの出演は共演者たちとの友情を育んだ。『ミス・サイゴン』でクリス役を演じた岸田敏志とは兄妹のように親しくなった。本田は岸田のことを彼のヒット曲の歌詞にちなんで“モーニン”と呼んでいた。
『レ・ミゼラブル』への出演はそれまで接点のなかった先輩歌手たちとの公私にわたる交遊をもたらした。岩崎宏美は舞台への不安から睡眠薬なしには眠れなくなってしまった自分を本田が絶えず気にかけてくれたことへの感謝の思いを繰り返し口にしている。食べることの好きな森公美子は本田と食事した思い出を楽しそうに語る。森の証言では本田は細身の体に似合わず森と同じ量を食べたという。アイドル歌手としての先輩である早見優はミュージカルの世界では本田の方が先輩にあたり、うまく歌えなくて落ち込んでいるときに励ましてくれたと話す。楽屋でホットケーキを作ってくれた際には、できあがったケーキのあまりにも完璧な丸さに「何事にも一所懸命な人」であることを思い知らされたという。
『クラウディア』への出演は共演のYU-KIとの友情を育んだ。本田がYU-KIに「白い恋人達」の歌い方を尋ねてきたことがきっかけで打ち解けるようになったという。公演の合間には二人でワインを開けたりショッピングを楽しんだりした。

### 療養生活を支えた絆
本田の入院が伝えられると各方面から励ましのメッセージが寄せられた。ファンティーヌ役で出演予定だった『レ・ミゼラブル』2005年公演の出演者、スタッフからは大きな紙一面に書き込まれた寄せ書きが贈られた。工藤夕貴、YU-KI、伊藤有希の“3人のゆうき”（いずれも『クラウディア』2005年公演の出演者）からはデビュー20周年の記念に「美奈子TV」と題するビデオレターが届けられた。市のイメージソングを歌った縁でひたちなか市の小学生たちからは名前に因んで37,500羽の折り鶴がプレゼントされた。
同時期に白血病と診断され入院したお笑いコンビ「カンニング」の中島忠幸 とは互いに文通で励まし合っていた。中島への手紙の中で、本田は病気になったことで自分がいかに人から愛されていたかを思い知ったと述べていた。
クラシックアルバムで編曲を担当していた井上鑑は本田の入院中に復帰第一作となる楽曲をプレゼントした。当時福山雅治のコンサートツアーに同行していた井上はバンドのメンバーの協力を得てデモDVDを作成し病床の本田の許に届けた。福山のデビュー当初からのファンだった 本田は泣いて喜んだという。

## 没後の動向

### 病死への反響
38歳の若さでの本田の死は社会に衝撃をもって受け止められた。本田の遺志により朝霞で行われた通夜にはファン・関係者合わせて2700人、告別式には3700人が参列した。彼女の公式ファンクラブは多数の要望により没後も存続することになった。
葬儀で弔辞を述べた岸谷五朗やテレビ番組をかけ持ちして思い出を語った岸田敏志、通夜に参列した後会見を行った南野陽子などが追悼のコメントを寄せた。海外ではブライアン・メイが彼女との思い出の写真とともに追悼のメッセージを自身のオフィシャルサイトに2日に亘り掲載した。
もう一人本田の訃報に反応を示した外国の音楽家がフィリッパ・ジョルダーノだった。本田は彼女のコンサートを聴きに行き、終演後に楽屋を訪ねて話をしたことがあった。彼女は2005年（平成17年）12月の日本でのクリスマスコンサートで、そうした経緯について説明した上で「ミナコ・ホンダに捧げる」としてシューベルトの「アヴェ・マリア」を歌った。
2005年（平成17年）12月16日にはフジテレビで追悼特別番組『天使になった歌姫・本田美奈子.』が放送された。これは本来は白血病からの復帰を前提として難病を克服した本田の姿を放送するために準備されていたもの。生前公私ともに親しくしていた岩崎宏美がナレーションを務めた。ほかにこの年のうちに『たけしの誰でもピカソ』、『題名のない音楽会21』、『ミュージックフェア21』、『徹子の部屋』などでも追悼特集が組まれた。翌2006年（平成18年）には『ドリーム・プレス社』でも追悼特集が放送された。『たけしの誰でもピカソ』ではさらに一周忌に合わせて二週にわたる詳細な特集が放送された。
テレビの訃報では「アメイジング・グレイス」を歌うライブ映像が繰り返し流された。また2006年（平成18年）7月から1年間公共広告機構（現：ACジャパン）の骨髄バンク支援キャンペーンに起用され、テレビ、ラジオのコマーシャルでは入院中に病室でア・カペラで歌った「アメイジング・グレイス」が流された。このため日本ではこの歌と本田の存在とが強く結びついて人々に印象づけられることとなった。この歌の作詞者ジョン・ニュートンの自伝「『アメージング・グレース』物語」（2006年12月7日、彩流社）を翻訳した中澤幸夫は「本田美奈子.さんがこの歌を広めたと言っても過言ではない」としている。

### 未発表音源など
本田はデビュー20周年に当たる2005年（平成17年）に記念アルバムを制作することを予定し、一部は前年のうちに録音が進められていた。しかしその後の病気の発覚と間もなくの急逝により実現することはなかった。それでも関係者の熱意により未発表の音源や放送局に残されていたものを集め、2006年（平成18年）4月20日に一年遅れの記念アルバム『心を込めて...』が発売された。本作では、クイーンのギタリスト、ブライアン・メイが1987年に本田に贈った「Golden Days」が、ブライアン・メイ自らの手によってリメイクされたほか、「天国への階段」、「見上げてごらん夜の星を」の未発表音源および初CD化となる楽曲4曲など全13曲が収録された。
また同年12月6日には、マーベラスエンターテイメント（現・マーベラス）在籍時の未発表音源をボーカル・トラック以外は新たに録音し直してリミックスしたアルバム『優しい世界』が発売された。2007年（平成19年）4月17日にはアイドル時代の人気曲を中心に選曲されたベスト・アルバム『ANGEL VOICE』が発売された。これには Wild Cats を解散してソロに復帰した時期に制作されたものの未発表となっていたアルバムの音源が収録された。
入院中に岩谷時子のためにボイスレコーダーに吹き込んでいた歌唱の音源は、一部がフジテレビの追悼特別番組『天使になった歌姫・本田美奈子.』で紹介されたほか、2008年（平成20年）2月にはこの二人の対話に焦点を当てたNHKのハイビジョン特集『本田美奈子. 最期のボイスレター 〜歌がつないだ“いのち”の対話〜』が放送された。このうち「アメイジング・グレイス」の録音は2006年（平成18年）7月から1年間公共広告機構（現：ACジャパン）の骨髄バンク支援キャンペーンのテレビ、ラジオのコマーシャルに使用され、2008年（平成20年）3月24日には配信限定で一般にリリースされた。2008年（平成20年）10月25日にはこのハイビジョン特集を元にした書籍『本田美奈子.甦れアメイジング・グレイス』が出版され、付属のCDに「アメイジング・グレイス」を含む4曲が収録された。さらに同年12月10日にはこれらの音源のうち19曲を収録したアルバム『ラスト・コンサート』が発売された。

### 今も愛される歌声
本田は入院中、他の入院患者とのふれ合いやファンや仕事仲間からの応援メッセージによって励まされていた。そして自らが病気を克服し再び元気な姿でステージに立つことが同じように難病に苦しむ人の希望になると考え、亡くなる半月ほど前の10月19日に難病患者を支援するための活動として“LIVE FOR LIFE”を立ち上げた。彼女の遺志は遺族や友人、関係者によって受け継がれ、現在はNPO法人として運営されている。この“LIVE FOR LIFE”の協賛により本田の追悼イベントが各地で開催されている。
子供好きな本田は自身の晩年期、子供が虐待などの被害者となる事件が増加していることに心を痛め、恵まれない境遇にいる子供たちのために何かできることはないかと考えていた。この思いを叶えるため、2006年（平成18年）9月本田の遺族は彼女が生前使用していた車をインターネットオークションで売却し、その代金で埼玉県の児童養護施設20ヶ所に寝具100組を寄贈した。
亡くなった翌年に岩崎宏美がカバーアルバムのシリーズ第3弾『Dear Friends III』（2006年9月27日発売）に収録する曲目のリクエストを募集したところ本田の「つばさ」が圧倒的1位になり、このアルバムの終曲として収められた。岩崎はチェコ・フィルハーモニー管弦楽団と共演したアルバム『PRAHA』（2007年9月26日発売）にも本田への献辞とともに「つばさ」を収録している。岩崎は「彼女のために生まれた歌を、私も大事に、大切に歌い継いでいきたい」と述べている。
大相撲の白鵬はファンからプレゼントされた本田のアルバム『アメイジング・グレイス』を愛聴している。このことを知った本田の所属事務所は2006年（平成18年）の夏場所中に宮城野部屋を訪れて、この年の4月に朝霞市で行われた追悼展のグッズをプレゼントして激励した。
井上鑑が入院中の本田に復帰第一作としてプレゼントした楽曲は彼女自身が作詞して歌う予定でいたが実現することはなかった。彼女の遺志を叶えるため、本田の書き遺した言葉をもとに一倉宏が歌詞を補作し、井上の呼びかけに応じて集まったミュージシャンが“INOUE AKIRA & M.I.H.BAND”の名義で追悼シングル「wish」（2006年11月1日発売）を完成させた。
ヘイリー・ウェステンラは2008年（平成20年）5月21日に本田の残された音源との仮想的なデュエットによる「アメイジング・グレイス」を収録したシングル「アメイジング・グレイス2008」をリリースした。本田の2004年（平成16年）のライブ映像と並んでヘイリーが歌うプロモーション・ビデオも併せて制作されている。ヘイリーは「本田美奈子さんの歌手としての生き方を知り、彼女の歌う“アメイジング・グレイス”は、希望の心を歌っていると私は感じました」と語っている。
同年11月5日には太田美知彦が「つばさ」のセルフカバーを発表した。このCDには同時に太田が本田のボーカル・トラックとデュエットしたバージョンと、愛・地球博の記念コンサートで本田と共演して以来交流の続いていた愛・地球博記念市民合唱団によるバージョンが併せて収録されている。また翌6日にはクラシック・アルバムの楽曲をボーカル・トラック以外を編曲し直してリミックスしたアルバム『ETERNAL HARMONY』が発売された。このうち「アメイジング・グレイス」はブライアン・メイが編曲・録音を担当した。メイは「すべてのブレスや発音が聴き手に漏らさず届くように完成させました」と述べている。

### 本田を扱った作品
舞台
- minako-太陽になった歌姫-（2017年5月、CBGKシブゲキ!!）

- 総合監修は高杉敬二、作・演出は野沢トオルが担当。主演は田村芽実（元アンジュルム）。

### 本田美奈子.記念館
2018年7月31日、埼玉県朝霞市膝折町にて、「本田美奈子.ミュージアム」がオープンした。2023年12月に一時休館ののち、「本田美奈子.記念館」の名称に変更して、2024年5月リニューアルオープンしている。

## トリビュート
1. wish（2006年11月1日）

## 出演

### 舞台（ミュージカル）
1. ミス・サイゴン （東宝・帝国劇場、1992年 - 1993年） - キム 役
2. 屋根の上のバイオリン弾き （1994年、1998年） - ホーデル 役
3. 王様と私 （青山劇場・帝国劇場）（1996年、1999年、2000年、2002年） - タプチム 役
4. レ・ミゼラブル （東宝・帝国劇場、劇場・飛天、中日劇場、1997年 - 2001年） - エポニーヌ 役 [註 16]
5. ひめゆり （ミュージカル座、2002年、2004年） - キミ 役 [註 17]
6. 十二夜 （帝国劇場、2003年） - ねこ 役
7. クラウディア （日生劇場・大阪フェスティバルホール他、2004年） - クラウディア 役 [註 18]

### 映画
- パッセンジャー 過ぎ去りし日々（1987年） - 立木美奈 役

### Vシネマ
- ダンディーとわたし（1991年2月1日、日本ビデオ映画） - 大和田モモ子 / 佐久間トモカ 役（二役）
- 実録日本ヤクザ抗争史 鯨道4 残侠譜 完結編（2001年）

### テレビドラマ
連続ドラマ
- パパはニュースキャスター（1987年1月9日 - 3月27日、TBS）
主題歌として『Oneway Generation』を歌うシーンが毎回流れると共に、第1話では本人役でゲスト出演した。
- 陽のあたる場所（1994年1月13日 - 3月24日、フジテレビ） - 小林昌美 役
- 遠山金志郎美容室（1994年7月9日 - 9月24日、日本テレビ） - 栗原千秋 役
- 妊娠ですよ（1）（1994年10月10日 - 11月14日、フジテレビ）
- ハート（2001年9月3日 - 11月5日、NHK総合） - 結城苑子 役[52]

単発ドラマ
- 微熱MY LOVE（1985年11月18日、フジテレビ・月曜ドラマランド） 主題歌：『Temptation(誘惑)』
- フローズン・ホラーショー（1987年5月18日、フジテレビ・月曜ドラマランド）
- 名無しの探偵(7) 愛の幻影（1990年10月9日、日本テレビ・火曜サスペンス劇場） - 江本美奈子 役
- 実録犯罪史シリーズ 新説・三億円事件（1991年12月27日、フジテレビ）
- 夢の帰る場所　愛と疑惑のサスペンス （1994年2月21日、フジテレビ） - 歌手のミナ子 役
- TEARS 第20話「恋のゆくえ」（1999年2月18日、テレビ朝日） - 静子 役

### テレビ司会
- スーパーシティウォーカー 〜大都会の遊び方〜（2001年10月5日 - 2002年3月29日、全26回、BS朝日） - パックンマックンとMCを務めた30分番組

### 特別番組
- 追悼特別企画 天使になった歌姫 本田美奈子. 〜夢と闘いの38年〜 （2005年12月16日、フジテレビ・金曜エンタテイメント）

### ラジオ
- ジェミニ・ミュージックパートナー ときめいて美奈子（1985年10月12日 - 1986年4月5日、TBSラジオ）[3]
- ラジオDE ME HER ヤングアイドル・ナイトパーティ（1985年10月11日 - 1986年4月4日、文化放送）[3]
- KIDS IN TOSHIBA かぼちゃークラブ（1985年5月1日 - 1985年10月31日 、ニッポン放送　竹沢るり子の後任）[3]
- とびだし美奈子とそれゆけおぼっちゃま（ニッポン放送）[3]
- Spirit of the radio with Minako（1989年4月1日 - 1990年4月1日）
- 本田美奈子 Blue Spring Club（1996年、FM新潟をキーステーションにFM秋田・FM福井・FMとやま・FM中九州・FM青森・FM岩手・FM徳島・FM香川・FM鹿児島をネット）

### CM
- 東芝EMI
  - 2ndシングル 「好きと言いなさい」　
  - 4thシングル 「Temptation（誘惑）」
  - 5thシングル 「1986年のマリリン」
  - 7thシングル 「HELP」
  - 8thシングル 「the Cross -愛の十字架-」
  - 3rdアルバム 「CANCEL」
  - 4thアルバム 「OVERSEA」
- カルビー 「ポテトチップス」
- 牛乳石鹸共進社
  - 牛乳石鹸
  - シャワラン ビューティー シャンプー&リンス
  - お歳暮
- グリコイメージキャラクター
  - キャデリーヌ（南野陽子との共演篇もある）
  - ジャイアントコーン（ジャイアント馬場と共演）
  - ポッキー（南野陽子との共演篇もある）
  - Hi-Brend（南野陽子と共演）
- 東芝イメージキャラクター
  - ホットカーペット ペルシャム
  - 家具調こたつ
  - 扇風機 イマージュ
  - リモコンWalky
  - ジュースメーカー
  - インバーターファンヒーター
  - ゆうゆう夏まつり
  - CDコンポV34X
  - Aurex L200
  - AUREX CDラジカセ・RT-CDW7X
  - SUGAR CDラジカセ
  - CDラジオカセット・SUGAR CD（RT-CD1）
  - 企業CM（東芝ストアー（各県東芝会加盟店）のキャンペーンCM）
- 佐藤製薬
  - ストナエース
  - ストナエース・ソフトカプセル
  - ストナリニ
- 労働金庫（ろうきん）
- ローソン
- オッペン化粧品（企業CMで、本人がCMソング「つばさ」を熱唱しながら出演）
- 公共広告機構（現：ACジャパン）
  - しらんぷりもいじめ（1986年7月 - 1987年6月）
  - 骨髄バンク支援キャンペーン（2006年7月 - 2007年6月）
- 埼玉県 「魅力いっぱい!　”彩の国”さいたま」

### 広告
- 青葉台東急スクエア
- 朝霞警察署
- オートラマ
- サッポロエージェンシー 「かんぞう奉行」

## 書籍

### エッセイ
- 『果汁120パーセント : 本田美奈子エッセイ集』〈角川文庫〉、角川書店、1985年12月10日。ISBN 9784041648018。
- 『その気になって―カッ飛んじゃおうゼ』〈青春ベストセラーズ〉、ワニブックス、1986年7月10日。ISBN 9784847010361。
- 『天国からのアンコール vol.1 1986年のマリリン』ゴマブックス、2006年4月20日。ISBN 9784777103812。
- 『天国からのアンコール vol.2 2006年のマリリン』ゴマブックス、2006年4月20日。ISBN 9784777103829。

### 写真集
- 山岸伸『好きといって…』〈別冊スコラ 27〉、講談社、1985年8月20日。ISBN 9784061749276。
- 玉川清『あぶない危ない少女』ワニブックス、1985年11月5日。ISBN 9784847020292。
- 玉川清『SPARKLING美奈子』日音、1986年3月20日。ISBN 9784543025041。
- 玉川清『私・激（シゲキ）して―夏』音楽専科社、1986年5月31日。
- 玉川清『明星特別編集 美奈子 BATHROOM ANGEL』集英社、1986年10月5日。
- 『本田美奈子 : キャンセル visual song bookL』シンコーミュージック、1986年12月15日。ISBN 9784401621255。
- ハービー・山口『WHAT'S』〈別冊スコラ 41〉、スコラ、1987年10月26日。
- 薮下修『APPETIZER（アピタイザー）』ワニブックス、1990年7月10日。ISBN 9784847021466。
- 薮下修『SAIGON』大陸書房、1992年5月1日。ISBN 9784803341034。
- 田口顕二『時間のない島』竹書房、1995年10月20日。ISBN 9784812400043。
- 『本田美奈子.メモリアル』近代映画社、2005年12月10日。ISBN 9784764820623。
- スクロール（著）アサヒカメラ編集部（編）『本田美奈子写真集・10年目の「ありがとう」』朝日新聞出版、2015年10月20日。ISBN 9784023314603。

### 楽譜
- 『ボーカルスコア AVE MARIA』ヤマハミュージックエンタテインメントホールディングス、2003年6月12日。ISBN 9784636206883。
- 『ボーカルスコア 時』ヤマハミュージックエンタテイメントホールディングス、2004年12月18日。ISBN 9784636203950。
- 『ボーカルスコア 心を込めて…』ヤマハミュージックエンタテイメントホールディングス、2006年11月9日。ISBN 9784636811391。

### 伝記
- 『天に響く歌―歌姫・本田美奈子.の人生』ワニブックス、2007年5月20日。ISBN 9784847017230。
- 本田美奈子、岩谷時子『本田美奈子.甦れアメイジング・グレイス―歌がつないだ“いのち”の対話』日本放送出版協会、2008年10月25日。ISBN 9784140394908。